# Рудавский сельсовет
Рудавский сельсовет — сельское поселение в Обоянском районе Курской области Российской Федерации.
Административный центр — посёлок Рудавский.

## История
Статус и границы сельского поселения установлены Законом Курской области от 21 октября 2004 года № 48-ЗКО «О муниципальных образованиях Курской области»

## Население
| 2002  | 2010  | 2012  | 2013  | 2014  | 2015  | 2016  |
| ----- | ----- | ----- | ----- | ----- | ----- | ----- |
| 1387  | ↗2635 | ↘2508 | ↘2426 | ↗2442 | ↘2436 | ↘2433 |
| 2017  | 2018  | 2019  | 2020  | 2021  |       |       |
| ↘2420 | ↘2355 | ↘2302 | ↘2232 | ↗2310 |       |       |

## Состав сельского поселения
| № | Населённый пункт  | Тип населённого пункта          | Население |
| - | ----------------- | ------------------------------- | --------- |
| 1 | Кулига            | село                            | ↘269      |
| 2 | Пушкарное         | село                            | ↘455      |
| 3 | Рудавец           | село                            | ↘385      |
| 4 | Рудавский         | посёлок, административный центр | ↘561      |
| 5 | Стрелецкое        | село                            | ↘959      |
| 6 | Тимофеев          | хутор                           | →4        |
| 7 | Хмелевой Колодезь | хутор                           | ↘2        |
| 8 | Шумаков           | хутор                           | ↘0        |